# Juan Carlos Mareco

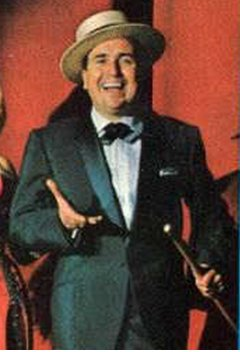
Juan Carlos Mareco (1965)

Juan Carlos Mareco, Pseudonym Pinocho (* 20. Januar 1926 in Carmelo; † 8. Oktober 2009 in Buenos Aires), war ein uruguayischer Schauspieler, Sänger, Komponist, Dichter und Schriftsteller.

## Leben
Juan Carlos Mareco wirkte in den 1950er und 1960er Jahren in diversen Filmen mit. So war er beispielsweise 1949 in Adolfo L. Fabregats Detective a contramano und 1967 in La cigarra está que arde von Lucas Demare auf der Leinwand präsent. Er lieh ferner der Figur Topo Gigio seine Stimme. Dies war eine seiner bedeutendsten Rollen im Laufe der Karriere. Auch trat Mareco, der von 1962 bis 1965 in Spanien lebte und dort für Televisión Española arbeitete, umfangreich im argentinischen Fernsehen in Erscheinung. Mareco führte durch die Sendungen El Show de Pinocho, Gran Hotel Panamá und La noche con amigos. Im Fernsehen war er zudem in Kenia Sharp Club und Cordialmente zu sehen. Überdies war Mareco Sänger des von Tito Alberti geleiteten Jazz Casino Orquesta, nahm mit diesem zwei Platten auf und trat als Musical-Komponist in Erscheinung. A una novia ist eines seiner bedeutendsten Stücke in diesem Zusammenhang. Schriftstellerisch betätigte er sich ebenfalls und schrieb das Buch Y tengo una ilusión. Im Laufe seiner Karriere wurde er achtmal mit dem Premio Martín Fierro ausgezeichnet. Vier dieser Preise erhielt er als Gemeinschaftspreis mit anderen Künstlern. Die Auszeichnungen der Jahre 1967, 1968, 1971 und 1972 waren jedoch individueller Art.
Mareco war zunächst mit Mariquita Gallegos verheiratet. Diese Ehe wurde geschieden. Seit 1988 bis zu seinem Tod lebte er in Ehe mit Elena Luisa Galtieri.

## Filmografie (Auswahl)
- 1949: Detective a contramano
- 1950: El otro yo de Marcela
- 1951: ¡Qué hermanita!
- 1951: Arriba el telón o el patio de la morocha
- 1854: Su seguro servidor
- 1961: Una americana en Buenos Aires
- 1964: Búsqueme a esa chica
- 1964: Ernesto
- 1966: Algunas lecciones de amor
- 1966: Una ventana al éxito
- 1966: Zauberer der Träume
- 1967: La Cigarra está que arde